# Anii 780
Secole: Secolul al VII-lea - Secolul al VIII-lea - Secolul al IX-lea
Decenii: Anii 730 Anii 740 Anii 750 Anii 760 Anii 770 - Anii 780 - Anii 790 Anii 800 Anii 810 Anii 820 Anii 830
Ani: 780 | 781 | 782 | 783 | 784 | 785 | 786 | 787 | 788 | 789